# Kermessen i Brügge
Kermessen i Brügge eller De tre Gaver er en ballet i tre akter skabt af den danske koreograf og balletmester August Bournonville til Den Kongelige Ballet i 1851. Den foregår i Brugge i Nederlandene i 1600-tallet og handler om de tre brødre Adrian, Gert og Carelis, som modtager magiske gaver fra alkymisten Mirewelt. Musikken til balletten er skrevet af komponisten Holger Simon Paulli.
Balletten regnes som et af Bournonvilles hovedværker og har siden premieren været opført i ubrudt tradition på Det Kongelige Teater.